# Matteo Trentin
Matteo Trentin (Borgo Valsugana, Trento, 2 de agosto de 1989), é um ciclista italiano, membro da equipa CCC Team e que é profissional desde 2011. É um dos poucos ciclistas que tem conseguido vitória de etapa nas três grandes voltas.

## Biografia
Em 2011, Matteo Trentin pertencia à equipa amadora Team Brilla-Pasta Montegrappa no qual em 2010 ganhou a prova profissional do Giro do Friuli Venezia Giulia e nesse ano 2011 as também provas profissionais do Grande Prêmio della Liberazione e o Troféu Alcide Degasperi. Em junho a formação Quick Step anunciou o seu contrato. Fez a sua estreia como profissional em meados de agosto. 
Em 2013, Matteo Trentin fraturou-se o osso escafoides  de mão direita devido a uma queda durante a disputa da Omloop Het Nieuwsblad.Ganhou sua primeira etapa no Tour de France numa subida à cidade de Lyon, após uma escapada que formaram 18 ciclistas. Ao ano seguinte também conseguiu uma vitória na ronda gala ao ganhar ao sprint em Nancy.
Em 2015, o italiano conseguiu sua primeira clássica de prestígio ao ganhar em outubro a Paris-Tours. 
Em 2016 conseguiu uma vitória de prestígio no Giro de Itália, além de levar-se o prêmio a ciclista mais combativo da edição. E em 2017, converteu-se num dos poucos ciclistas que conseguem vitória de etapa nas três grandes voltas, depois de ganhar quatro etapas da Volta a Espanha (Tarragona, Múrcia, Tomares e Madrid). Ademais ficou a tão só dois pontos de se levar a camisola verde que se adjudicou o ganhador da edição, Chris Froome.

## Palmarés
2010 (como amador)
- 1 etapa do Giro do Friuli Venezia Giulia

2011 (como amador)
- Grande Prêmio della Liberazione
- Troféu Alcide Degasperi

2013
- 1 etapa do Tour de France

2014
- 1 etapa da Volta à Suíça
- 1 etapa do Tour de France

2015
- 2 etapas do Tour de Poitou-Charentes
- 1 etapa da Volta à Grã-Bretanha
- Paris-Tours

2016
- 1 etapa do Giro de Itália, mais Prêmio da Combatividade
- 1 etapa do Tour de Valônia
- 1 etapa do Tour de l'Ain

2017
- 1 etapa da Volta a Burgos
- 4 etapas da Volta a Espanha
- Grande Prêmio Impanis-Van Petegem
- Paris-Tours

## Resultados nas Grandes Voltas
| Carreira           | 2011 | 2012 | 2013 | 2014 | 2015 | 2016 | 2017 | 2018 |
| ------------------ | ---- | ---- | ---- | ---- | ---- | ---- | ---- | ---- |
| Giro de Itália     | -    | -    | 118º | -    | -    | 74º  | -    | -    |
| Tour de França     | -    | -    | 142º | 93º  | 117º | -    | F.c. | -    |
| Volta a Espanha    | -    | -    | -    | -    | -    | -    | 84º  | -    |
| Mundial em Estrada | -    | 120º | -    | -    | 34º  | Ab.  | 4º   | -    |

-: não participa
F.c.: desclassificado por "fora de controle"
Ab.: abandono

## Equipas
- QuickStep/Omega Pharma/Etixx (2011-2017)
  - QuickStep Cycling Team (2011)
  - Omega Pharma-QuickStep (2012)
  - Omega Pharma-Quick Step Cycling Team (2013-2014)
  - Etixx-Quick Step (2015-2016)
  - Quick-Step Floors (2017)
- Mitchelton-Scott (2018-2019)
- CCC Team (2020-)